# Cartagena de Indias
Cartagena de Indias è una città della Colombia, situata sulla costa nord del paese. È la capitale del dipartimento di Bolívar e conta 973.045 abitanti (censimento 2018), quinta città colombiana per popolazione.

## Geografia
Cartagena è la principale destinazione turistica della Colombia e una delle più frequentate della regione caraibica, grazie alla sua favorevole posizione geografica in una baia contornata di isole e lagune, e alla sua ricca storia derivante dall'essere stato il principale porto del continente durante il periodo coloniale spagnolo.
Sono incluse nel territorio del comune anche alcune isole al largo della costa colombiana, anche se geograficamente più vicine ad altri dipartimenti, come l'arcipelago di San Bernardo (comprendente anche la celebre Santa Cruz del Islote), situato nel golfo di Morrosquillo, al largo delle coste del dipartimento di Sucre.

## Storia

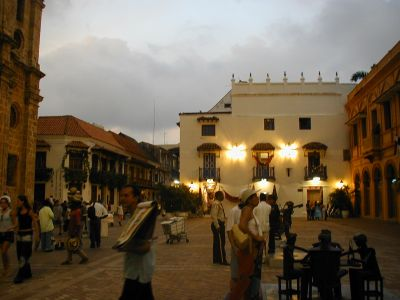
Piazza San Pedro Claver

Cartagena venne fondata nel 1533 da Pedro de Heredia, che battezzò il nuovo insediamento col nome di una città spagnola della Murcia. Nel luogo dove venne costruita Cartagena viveva una popolazione chiamata Calamarì, di cui i resoconti spagnoli narrano che fosse feroce e amante della guerra, al punto che anche le donne combattevano al pari degli uomini.
Pochi anni dopo la fondazione della città, gli spagnoli costruirono una fortezza munita di mura per proteggere la regione contro i pirati inglesi, olandesi e francesi. Nonostante ciò, Cartagena venne attaccata numerose volte:
- nel 1551 il pirata francese Roberto Baal mise in fuga il governatore Pedro de Heredia e lo costrinse a pagargli una forte somma in oro per evitare il saccheggio della città;
- nel 1559 Martín Cote saccheggiò Cartagena;
- negli stessi anni Francis Drake attaccò la città di notte e costrinse la popolazione a rifugiarsi nel vicino villaggio di Turbaco, bruciò le case e distrusse una navata della cattedrale. Se ne andò solo dopo aver ottenuto 107.000 ducati, alcuni gioielli e 80 pezzi di artiglieria;
- nel 1568 l'inglese John Hawkins assediò la città per sette giorni poiché il governatore Marín de las Alas si rifiutava di tenere una fiera commerciale a Cartagena; l'assedio fallì;
- il 6 maggio 1697 invece un altro assedio portò alla caduta della città: fu un episodio della più ampia guerra della Lega di Augusta, in cui l'attacco venne condotto da una flotta congiunta di soldati, filibustieri e bucanieri francesi. La flotta francese, guidata dal governatore di Saint-Domingue, Jean-Baptiste du Casse, ottenne quello che è tuttora considerato il più grande bottino della Marine nationale.

Proprio per porre un freno a tutti questi attacchi, nel corso del XVII secolo la corona spagnola assunse famosi ingegneri militari europei, i quali dotarono Cartagena di quelle strutture difensive che ne sono ancor oggi l'elemento più caratterizzante.
Nel marzo del 1741 si presentò davanti al porto della città un'enorme flotta inglese, agli ordini dell'ammiraglio Edward Vernon, composta da 186 navi e 23.600 uomini. La città disponeva di sole 6 navi e 3.000 uomini, ma l'assedio venne infine respinto dal generale e ammiraglio Blas de Lezo, grazie soprattutto alle opere ingegneristiche costruite negli anni precedenti.
Cartagena fu un attivissimo porto dedito al commercio degli schiavi, l'unica città insieme a Veracruz (in Messico) autorizzata al commercio con i neri. I primi schiavi giunsero fin dalla fondazione della città, lavorando nella costruzione di strade, profanazione di tombe della popolazione Sinu e nella costruzione di edifici e fortezze. Gli agenti della compagnia portoghese Cacheu distribuivano carichi umani da Cartagena in tutta l'America del Sud, per lavorare nelle miniere di Venezuela, Indie Occidentali, il Vicereame del Perù e il Vicereame della Nuova Granada.
Il 5 febbraio 1610 venne istituito il Tribunale dell'Inquisizione a Cartagena, per ordine diretto del re Filippo II. Il palazzo, ultimato nel 1770, mostra ancor oggi il suo stile prettamente coloniale. Quando Cartagena dichiarò la sua completa indipendenza l'11 novembre 1811, gli inquisitori vennero costretti a lasciare la città. Essi tornarono nel 1815 dopo la riconquista spagnola, ma nel 1821 vennero definitivamente allontanati in seguito all'insurrezione di Simón Bolívar.

## Il centro storico

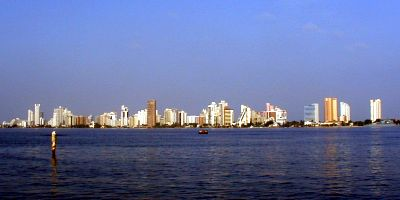
Un panorama dalla baia

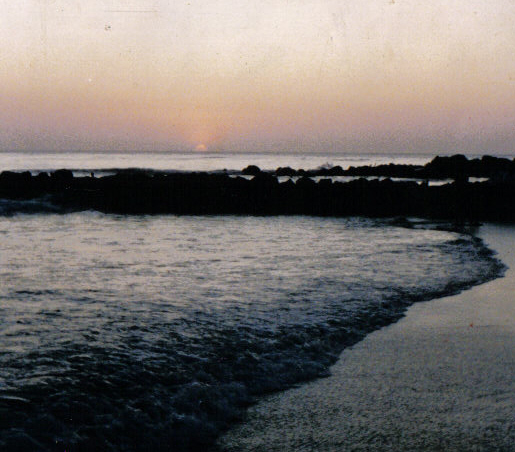
La spiaggia di Bocagrande

Il centro storico è sicuramente il cuore di Cartagena, quello che conserva le tracce più evidenti del suo passato, con un'architettura varia che risente di stili coloniali, italiani e repubblicani.
Tra gli edifici più famosi vanno citati sicuramente: la cattedrale (risalente al XVI secolo), il Palazzo dell'Inquisizione, il Palazzo del Governatore, la chiesa di San Domenico (recentemente restaurata e nella cui piazza antistante trova posto un'opera dello scultore colombiano Fernando Botero), oltre a tutte le opere di difesa della città dagli attacchi dal mare.
 Il centro storico, la Ciudad Amurallada, è stato dichiarato "Patrimonio nazionale della Colombia" nel 1959 e patrimonio dell'umanità dall'UNESCO nel 1984.

## Sicurezza
Cartagena non è mai stata una città particolarmente violenta; al contrario è stata riconosciuta come città pacifica, tollerante e molto ospitale. Non si registrano rapimenti di stranieri o di residenti e ancor meno atti di terrorismo negli ultimi anni.
Cartagena, in riferimento al tasso di omicidi, è al numero 27 delle 32 capitali di dipartimento della Colombia e notevolmente minore di altre città del Sud America come Caracas, Panama, Rio de Janeiro o Buenos Aires. Inoltre gli omicidi si concentrano nei quartieri più emarginati e sono completamente assenti dalla zona turistica e dal centro storico.
Rari casi di violenza dove sono stati coinvolti stranieri e/o turisti sono dovuti quasi esclusivamente all'abuso di alcool e/o stupefacenti.

## Infrastrutture e trasporti
Cartagena de Indias è servita da uno scalo aeroportuale, l'Aeroporto di Cartagena-Rafael Núñez, posto nelle immediate vicinanze del centro cittadino, grazie al quale è possibile raggiungere numerose località nazionali e internazionali.

## Amministrazione

### Gemellaggi
- Matera
- Siviglia
- Coral Gables
- St. Augustine (Florida)
- Miami
- San Juan[5]
- Santiago de Cuba
- Cerveteri